# Liberi armati pericolosi
Liberi armati pericolosi è un film poliziottesco del 1976, diretto da Romolo Guerrieri, tratto da un racconto di Giorgio Scerbanenco.
Segnò il debutto cinematografico di Diego Abatantuono.

## Trama

Luigi Morandi, "Luis" (Max Delys) in una scena

"Il biondo", "Giò" e "Luis" sono amici di buona famiglia della borghesia milanese. Per vincere la noia si danno a una serie di bravate via via sempre più pericolose, dal furto all'aggressione, dalla rapina fino all'omicidio. I tre però non sono in grado di nascondere bene le loro tracce, e in breve tempo la polizia li individua: inizia un lungo inseguimento per la campagna lombarda, con i tre ragazzi che si trascinano dietro anche Lea, ragazza di "Luis".

## Distribuzione
Il film venne distribuito nel circuito cinematografico italiano il 2 settembre del 1976.

## Accoglienza

### Incassi
Liberi armati pericolosi incassò 856.779.300 lire dell'epoca.

## Curiosità
- Il metodo con il quale si deve svolgere la rapina al benzinaio e la ragazza preoccupata dal commissario all'inizio del film sono tratte dal racconto Bravi ragazzi bang bang inserito nel libro Milano calibro 9 di Giorgio Scerbanenco.